# Yoshio Fujiwara
Yoshio Fujiwara (藤原良夫?, Fujiwara Yoshio; fl. XX secolo) è stato un calciatore giapponese, di ruolo attaccante.

## Carriera
Debuttò nella Nazionale di calcio del Giappone il 23 maggio 1923, ai VI Giochi dell'Estremo Oriente a Osaka. Fujiwara disputò una sola partita: infatti conta solamente una presenza, nell'incontro che vide scontrarsi il Giappone con le Filippine.
Harada ha anche fatto parte della squadra comunale di Osaka.